# Batalha do Rio Ch'ongch'on
A Batalha do Rio Ch'ongch'on (em chinês: 清川江战役; pinyin: Qīngchuānjiāng Zhànyì), também conhecida como a Batalha do Ch'ongch'on, foi uma batalha decisiva na Guerra da Coreia, e ocorreu de 25 de novembro a 2 de dezembro de 1950, ao longo do Vale do Rio Ch'ongch'on, na parte noroeste da Coreia do Norte. Em resposta à bem-sucedida Campanha da Primeira Fase Chinesa contra as forças da Organização das Nações Unidas (ONU), o general Douglas MacArthur lançou a Ofensiva Home-by-Christmas para expulsar as forças chinesas da Coreia e acabar com a guerra. Antecipando essa reação, a comandante do Exército Voluntário do Povo Chinês (PVA), Peng Dehuai, planejou uma contraofensiva, apelidada de "Campanha da Segunda Fase", contra o avanço das forças da ONU.
Na esperança de repetir o sucesso da Campanha da Primeira Fase anterior, o 13º Exército PVA lançou pela primeira vez uma série de ataques surpresa ao longo do Vale do Rio Ch'ongch'on na noite de 25 de novembro de 1950 na metade ocidental da Segunda Fase da Campanha (chinês: 第二次战役西线; pinyin: Dì'èrcì Zhànyì Xīxiàn), efetivamente destruindo o flanco direito do Oitavo Exército dos Estados Unidos, permitindo que as forças do PVA se movessem rapidamente para as áreas de retaguarda da ONU. Nas batalhas e retiradas subsequentes durante o período de 26 de novembro a 2 de dezembro de 1950, embora o Oitavo Exército dos EUA tenha conseguido evitar ser cercado por forças do PVA, o 13º Exército do PVA ainda foi capaz de infligir pesadas perdas às forças da ONU em retirada, que haviam perdido toda a coesão. No rescaldo da batalha, as pesadas perdas do Oitavo Exército dos EUA forçaram todas as forças da ONU a recuar da Coreia do Norte para o Paralelo 38.